# Midleton
Midleton (/ˈmɪdlˌtən/, irisch Mainistir na Corann) ist eine Stadt im Südosten des Countys Cork im Süden der Republik Irland. Die Stadt entstand rund um das Zisterzienserkloster Midleton Abbey, das im 12. Jahrhundert von Mönchen aus Burgund gegründet wurde.
Der Legende nach wurde der irische Whiskey in Midleton erfunden. In der Destillerie kann der uisce beatha, das „Wasser des Lebens“, verkostet werden.
Die Einwohnerzahl des Ortes (mit Umland) wurde 2022 mit 13.906 Personen ermittelt. Viele davon pendeln in die nahegelegene Stadt Cork. Midleton liegt auf der Nationalstraße N25 etwa in der Mitte zwischen Cork City und Youghal.
Bei einem starken Sturm kam es im Oktober 2023 zu schweren Überschwemmungen im Stadt- und Geschäftszentrum Midletons.

## Old Midleton Distillery
Eine Destillerie wurde in Midleton bereits im Jahr 1825 von der Familie Murphy etabliert, die heute unter anderem auch eine Brauerei in Cork betreibt. Zwei Jahre vorher wurden die Bestimmungen bezüglich Alkoholbesteuerung gelockert, so dass die Destillerie im großen Stil errichtet wurde. Unter anderem gibt es daher in Midleton den größten Brennkessel (Pot Still) der Welt. Der Whiskey aus Midleton fand vor allem lokal großen Absatz, die seit etwa 1920 bestehende Marke Paddy wurde nach ihrem erfolgreichsten Handelsvertreter Paddy Flaherty benannt und existiert noch heute. Ende des 19. Jahrhunderts fusionierte Midleton mit anderen Brennereien aus dem Raum Cork zur Cork Distilleries Company und im Jahr 1966 mit Jameson und Power’s aus Dublin zur Irish Distillers Limited. 1975 wurde die Produktion stillgelegt und in eine nagelneue benachbarte Fabrik verlagert. In limitierter Auflage wurde die Marke Midleton Very Rare produziert. Seit 1992 ist die alte Destillerie als Museum geöffnet und wird von Irish Distillers als Jameson Heritage Centre geführt.

## Denkmal Kindred Spirits
In Midleton steht die Skulptur Kindred Spirits. Sie ist ein Gedenken an die Großzügigkeit des nordamerikanischen Indianervolks der Choctaw. Obwohl der Stamm selbst unter den Folgen von Vertreibung, Tod und Krankheit litt, sammelte er im Jahr 1847 eine Spende von 170 US-Dollar zur Linderung der Großen Hungersnot in Irland.

## Persönlichkeiten
- James Martin (1820–1886), australischer Rechtsanwalt, Richter und Politiker
- Tom Horan (1854–1916), australischer Cricketspieler und Sportjournalist
- David Stanton (* 1957), Politiker
- Pat Buckley (* 1969), Politiker